# Lebiomorphica
Lebiomorphica is een geslacht van kevers uit de familie van de loopkevers (Carabidae). De wetenschappelijke naam van het geslacht is voor het eerst geldig gepubliceerd in 1998 door Lorenz.

## Soorten
Het geslacht Lebiomorphica omvat de volgende soorten:
- Lebiomorphica ochreorufa (Fairmaire, 1887)
- Lebiomorphica sanguinolenta (Basilewsky, 1955)